# Torstesjö (Hamneda socken, Småland)
Torstesjö är en sjö i Ljungby kommun i Småland och ingår i Lagans huvudavrinningsområde. Sjön ligger intill E4 vid Hornsborg. 